# Лонг, Этельстан Чарльз
Этельстан Чарльз Этельвульф Лонг (англ. Athelstan Charles Ethelwulf Long, 2 января 1919) — британский государственный и колониальный деятель, губернатор Каймановых островов (1971).

## Биография
Получил образование в Вестминстерской школе оксфордского Брасенос-колледжа.
Участник Второй мировой войны, попал в японский плен, в котором пробыл три года. Был награжден Бирманской звездой.
В 1946—1947 гг. работал на бирманской колониальной службе, а с 1948 по 1961 г. — в Северной Нигерии. В 1962—1968 гг. — заместитель комиссара Свазиленда.
С 1968 по 1971 г. являлся последним администратором Каймановых островов, а в ноябре 1971 г. непродолжительное время занимал пост первого губернатора территории.
После выхода в отставку продолжил участвовать в общественной жизни островов. Являлся председателем Международной группы управления, председателем Комиссии по государственной службе и заместителем председателя Совета по пенсиям государственной службы (1992—1996).
В 1996 г. вышел на пенсию.
На 100-летний юбилей в январе 2019 г. получил личные поздравления от губернатора Каймановых островов Мартина Ропера.